# Laurence Arribagé
Pour les articles homonymes, voir Arribagé.
Laurence Arribagé, née Lample le 25 mai 1970 à Albi (Tarn), est une femme politique française.
Membre des Républicains puis d'Horizons, elle est députée de la Haute-Garonne de 2014 à 2017 et adjointe au maire de Toulouse de 2014 à 2024. En janvier 2024, elle est condamnée à cinq ans de privation de ses droits de vote et d’éligibilité, ce qui la contraint à interrompre sa carrière politique.

## Biographie

### Études et carrière professionnelle
Laurence Arribagé est diplômée de l'Institut d'études politiques de Toulouse (promotion 1991). Elle est également titulaire dʼun DESS en administration et gestion de la communication. Après des études à lʼuniversité des sciences sociales de Toulouse, elle devient chargée de communication auprès du Conseil économique et social régional de Midi-Pyrénées. Elle travaille au conseil régional de Midi-Pyrénées comme attachée de presse avant de se consacrer à l'éducation de ses enfants.

### Parcours politique
En 2008, elle figure sur la liste de Jean-Luc Moudenc pour les élections municipales à Toulouse. 
Elle est colistière de Brigitte Barèges pour les élections régionales de 2010. Élue au conseil régional de Midi-Pyrénées, elle est membre de la commission permanente ainsi que des commissions « Éducation et jeunesse », « Politique urbaine, politique de la ville » et « Sport, vie associative ». Dans le cadre de son mandat, elle siège dans divers organismes (université Paul-Sabatier, Conseil académique de l'Éducation nationale, Comité consultatif régional de l'égalité hommes-femmes).
De 2011 à 2016, elle est secrétaire départementale de la fédération UMP puis Les Républicains de la Haute-Garonne. 
Suppléante de Jean-Luc Moudenc, député de la troisième circonscription de la Haute-Garonne, de juin 2012 à avril 2014, elle est candidate à l'élection législative partielle qui fait suite à la démission de ce dernier, élu maire de Toulouse. Elle est élue députée le 1er juin 2014, Jean-Luc Moudenc devenant son suppléant. Elle est membre de la commission des Affaires culturelles et de l'Éducation de l'Assemblée nationale.
Le 9 décembre 2014, Nicolas Sarkozy, élu président de l'UMP, la nomme secrétaire nationale de l'UMP chargée des sports.
Le 1er février 2016, elle est élue présidente de la fédération Les Républicains de la Haute-Garonne.
Elle parraine Jean-François Copé pour le premier tour de la primaire présidentielle des Républicains de 2016, mais soutient Nicolas Sarkozy. Le 29 août, elle est nommée vice-présidente du comité de soutien de ce dernier avec Sophie Gaugain. Au second tour, elle soutient François Fillon.
Pour les élections législatives de 2017, elle se représente dans la troisième circonscription de la Haute-Garonne. Elle obtient 21,5 % des voix au premier tour, puis perd au second elle face à Corinne Vignon (LREM), avec 46,35 % des voix.
Le 13 mars 2018, elle est désignée, avec Alexandre Vincendet, maire de Rillieux-la-Pape, pour mener une mission sur la direction des Jeunes Républicains, vacante depuis plusieurs mois.
À la suite des élections municipales de 2020, elle est réélue adjointe au maire de Toulouse.
Elle est candidate aux élections législatives de 2022 où elle obtient 16,10 % et est éliminée au premier tour ; son suppléant est l'ancien rugbyman Maxime Médard,.
En décembre 2022, elle quitte Les Républicains à la suite de l'élection d'Éric Ciotti et rejoint Horizons, dont elle devient la déléguée municipale de Toulouse.

### Vie privée
Mère de trois enfants, elle est mariée avec Dominique Arribagé, ex-footballeur et ancien entraîneur du Toulouse Football Club. Leur fils Théo Arribagé est joueur professionnel de tennis.

## Affaire judiciaire
Le 26 janvier 2021, une information judiciaire a été ouverte contre Laurence Arribagé, soupçonnée avec trois autres personnes de tentative de déstabilisation de son ancienne rivale aux élections législatives de 2017, Corine Vignon. Le juge d'instruction évoque un « complot visant à permettre à Laurence Arribagé de conserver son siège » de députée.
Le parquet de Toulouse a requis leur mise en examen pour prise illégale d’intérêts, complicité, ou recel du même chef. En décembre, l'élue a été mise en examen pour recels par le juge d'instruction chargé du dossier. Jugée le 13 décembre 2023 par le tribunal correctionnel de Paris,, elle est reconnue, le 29 janvier 2024, coupable de recel de dénonciation calomnieuse, violation du secret professionnel et prise illégale d’intérêts. Elle est condamnée à 10 000 euros d’amende, à trois ans de prison avec sursis et à cinq ans de privation de ses droits de vote et d’éligibilité. Elle annonce le lendemain faire appel de la condamnation.